# Klasyfikacja w pływaniu niepełnosprawnych
Klasyfikacja w pływaniu niepełnosprawnych – system i proces określający wpływ zarówno rodzaju, jak i stopnia niepełnosprawności na wynik sportowy.
Klasyfikacja ma na celu zapewnienie sprawiedliwych i równych warunków rywalizacji sportowej.
Gwarantuje, że wygrana jest wynikiem umiejętności, kondycji, siły, wytrzymałości, umiejętności taktycznych i skupienia, tych samych czynników, które decydują o sukcesie w sporcie zawodników pełnosprawnych.
Pływanie jest uprawiane przez zawodników o różnym rodzaju i stopniu niepełnosprawności.
W zawodach organizowanych przez IPC Swimming rywalizować mogą zawodnicy z niepełnosprawnością narządów ruchu, wzroku i intelektualną.
Zawodnicy zanim zostaną dopuszczeni do udziału w rywalizacji sportowej w trakcie zawodów muszą przejść proces klasyfikacji.
Podczas klasyfikacji, na podstawie m.in. siły mięśni i ruchomości stawów (niepełnosprawność ruchowa) czy stopniu upośledzenia wzroku, zawodnikom przydzielana jest klasa startowa.
Zasady klasyfikacji w pływaniu niepełnosprawnych określają przepisy i regulaminy klasyfikacji IPC Swimming.

## Klasy startowe w pływaniu osób niepełnosprawnych
Nazwa klasy startowej składa się z dwóch elementów:
- kodu literowego: S, SB lub SM, określającego jakiego stylu dotyczy klasa
- liczby od 1 do 14, wskazującej rodzaj i stopień niepełnosprawności

Liczba określa rodzaj i stopień niepełnosprawności:
- 1–10 – zawodnicy z niepełnosprawnością narządów ruchu (im większa liczba tym mniejszy stopień niepełnosprawności)
- 11–13 – zawodnicy z niepełnosprawnością narządów wzroku (im większa liczba tym mniejszy stopień niepełnosprawności)
- 14 – zawodnicy z niepełnosprawnością intelektualną

W pływaniu osób niepełnosprawnych zawodnicy rywalizują pływając różnymi stylami: dowolnym, grzbietowym, klasyczny, motylkowym i zmiennym.
W przypadku zawodników z niepełnosprawnością narządów ruchu, w zależności od stylu pływania poszczególne rodzaje niepełnosprawności mają większy lub mniejszy wpływ na ostateczny wynik.
Szczególnie w stylu klasycznym bardzo istotna jest praca nóg (siła i zakres ruchów).
W związku z tym, każdemu zawodnikowi przydziela się trzy klasy startowe:
- S – klasyfikacja w stylach dowolnym, grzbietowym i motylkowym
- SB – klasyfikacja w stylu klasycznym
- SM – klasyfikacja w stylu zmiennym

Zawodnik z niepełnosprawnością ruchu może mieć przydzielone różne klasy startowe w różnych stylach, np. klasę S9 (styl dowolny, grzbietowy i motylkowy), SB8 (styl klasyczny) i SM9 (styl zmienny).
Zawodnicy z upośledzeniem wzroku lub niepełnosprawnością intelektualną zawsze mają tę samą klasę we wszystkich stylach, np. S11, SB11 i SM11 (zawodnik niewidomy) lub S14, SB14 i SM14 (zawodnik niepełnosprawny intelektualnie).

## Klasyfikacja zawodników w pływaniu
źródło dla sekcji:

Poniżej przedstawiono przykłady niepełnosprawności i opisy profilów zawodników w poszczególnych klasach startowych.
Kombinacje klas
- klasa S1 SB1 – pływacy w tej klasie startowej mają znaczącą utratę siły mięśni i kontroli w nogach, ramionach i dłoniach. Niektórzy zawodnicy mają także ograniczoną kontrolę tułowia. Może to być na przykład spowodowane tetraplegią. Pływacy z tej klasy zazwyczaj używają wózka inwalidzkiego w życiu codziennym.
- klasa S2 SB1 – zawodnicy pływają używając przede wszystkim ramion. Ruchy ich dłoni, torsu i nóg są ograniczone z powodu np. tetraplegii lub problemów z koordynacją.
- klasa S3 SB2 – zawodnicy z amputacją obu ramion i nóg, pływacy używający ramion ale bez funkcjonalnych nóg i tułowia, pływacy ze znacznymi problemami w koordynacji we wszystkich kończynach.
- klasa S4 SB3 – pływacy używający ramion i funkcjonującymi dłońmi, ale nieużywający torsu i nóg do pływania, pływacy z amputacjami trzech kończyn.
- klasa S5 SB4 – pływacy z niedoborem wzrostu i dodatkową niepełnosprawnością oraz zawodnicy z utratą kontroli nad jedną stroną ciała (hemiplegia) lub z paraplegią.
- klasa S6 SB5 – pływacy z niedoborem wzrostu oraz zawodnicy z amputacją obu ramion lub umiarkowanymi zaburzeniami koordynacji po jednej stronie ciała
- klasa S7 SB6 – pływacy z amputacją jednej nogi i jednego ramienia po przeciwnych stronach ciała, zawodnicy z paraliżem jednego ramienia i jednej nogi po tej samej stronie ciała, pływacy z pełną kontrolą ramion i tułowia oraz częściową funkcją nóg.
- klasa S8 SB7 – pływacy z amputacją jednego ramienia, znaczącym ograniczeniem zakresu ruchu w stawie biodrowym, kolanie i kostce.
- klasa S9 SB8 – zawodnicy w tej klasie startowej mają np. ograniczenia w zakresie ruchu stawów jednej nogi lub amputacje obu nóg poniżej kolan.
- klasa S10 SB9 – zawodnicy posiadają minimalne upośledzenia fizyczne uprawniające do udziału w zawodach pływania osób niepełnosprawnych, np. utrata jednej dłoni lub ograniczony zakres ruchu stawu biodrowego.
- klasa S/SB11 – zawodnicy mają bardzo niską ostrość widzenia i/lub brak postrzegania światła.
- klasa S/SB12 – zawodnicy mają lepszą ostrość widzenia niż zawodnicy klasy S/SB11 i/lub pole widzenia ograniczone do mniej niż 5 stopni.
- klasa S/SB13 – zawodnicy mają najlepszą możliwą ostrość widzenia, która nadal uprawnia do udziału w zawodach pływania osób niepełnosprawnych i/lub pole widzenia ograniczone do mniej niż 20 stopni.
- klasa S/SB14 – pływacy są upośledzeni intelektualnie, co zwykle prowadzi do trudności w rozpoznawaniu wzorców, sekwencji, zapamiętywaniu, spowalnia czas reakcji, co ma wpływ na wynik sportowy.